# 駅前町 (会津若松市)
駅前町（えきまえまち）は、福島県会津若松市の町。郵便番号は965-0041。

## 概要
会津若松市街地の北部に位置しており、東日本旅客鉄道会津若松駅周辺の地域を町域とする。町内にはホームセンターなどの商業施設のほか、会津若松駅近くにはホテルなどが立つ。
町名は、町域内に会津若松駅及びその周辺地域が含まれることによる。

## 地理
会津盆地南東部に位置する会津地方の中心都市、会津若松市の北西部に位置する。周辺の地域とともに阿賀川の支流、湯川、溷川やその支流により形成された扇状地上に発達した会津若松市の中心市街地の一部をつくる。東は中央（中央三丁目）、白虎町、扇町、西は石堂町、町北町、南は大町、城北町、北は町北町に接する。

## 歴史

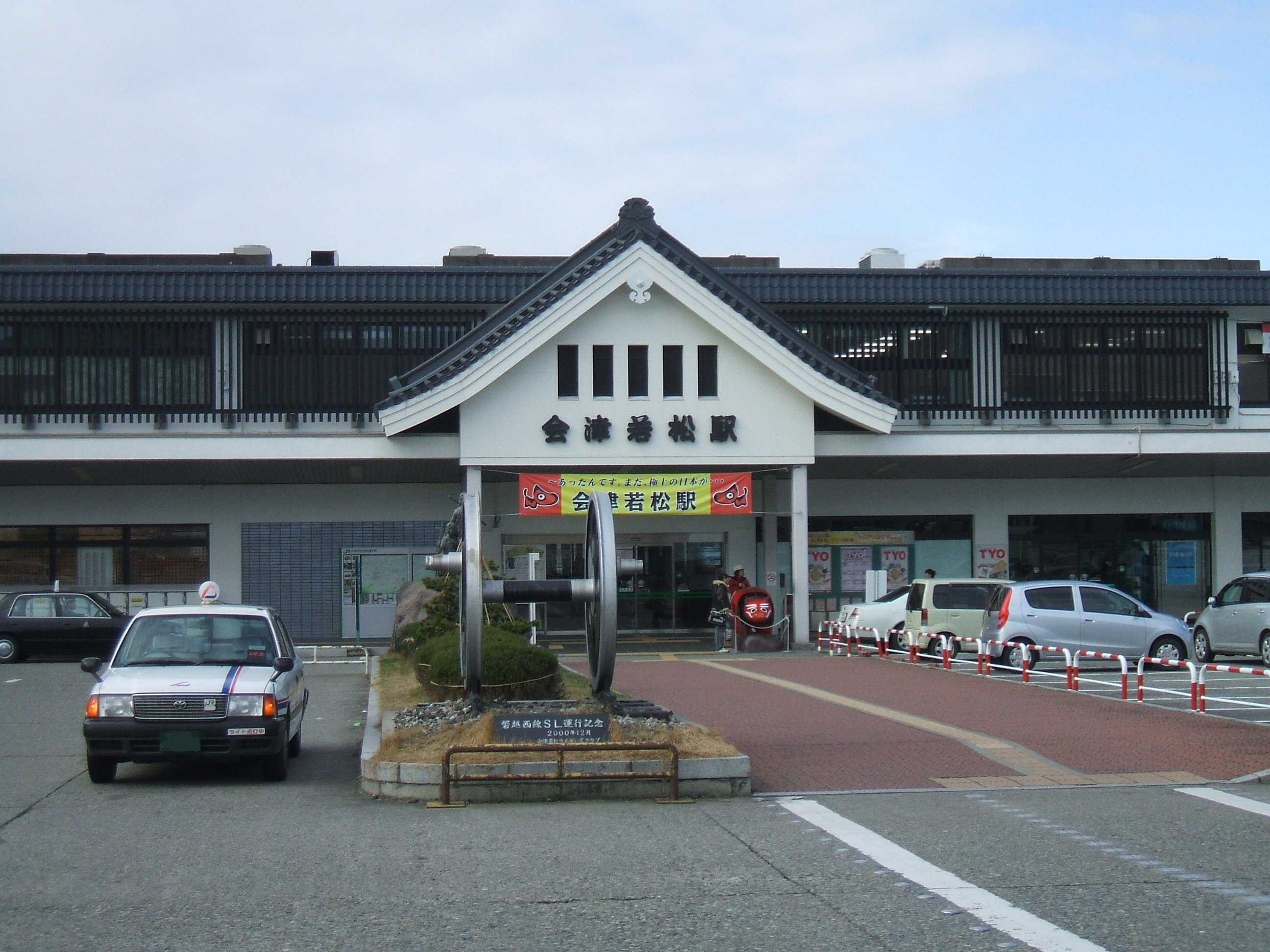
現在の会津若松駅

### 近世
江戸時代、会津藩によって周辺の地域が治められていた。しかし、当時は鉄道が日本で実用化されておらず、現在の駅前町周辺に駅前町という地名は無かった。当時、現在の駅前町付近には糠塚町（ぬかづかまち）、石堂分などが存在していたとされる。

### 各町、町分の概要

#### 糠塚町
糠塚町は若松城下の城郭外北部、大町の北側に位置しており、足軽同心が居住していたとされている。また、本町の起源は江戸時代初期に原組赤井村において、糠塚に神殿を開発して歩卒を置いたことによっており、その後、大町北側に移転したものとされている。通丁、裏町、外裏町、木椎町、新田丁、松円寺前通の地名があった。

#### 石堂分
石堂分は若松城下の町分で、当時、西黒川に属し、糠塚町の北側に存在していた。化政期には38軒の家があったことが記録されている。

### 近代
明治時代に入ると、江戸時代からの若松城下の町は再編され、糠塚町は一部が若松大町名子屋町に、残りが石堂分に編入された。また、1877年（明治10年）に石堂分が石堂村になったほか、蚕養宮村と上河原分のそれぞれ一部が合併し、あとに駅前町の一部となる上蚕養村が成立した。1889年（明治22年）になると若松大町名子屋町は大町名子屋町となったほか、石堂村は周辺の村と合併して栄和村に、上蚕養村は周辺の村と合併して蚕養村となった。その後、1889年（明治22年）に町村制の施行により大町名子屋町は若松町の町となり、1899年（明治32年）には若松町の市制施行により若松市の町名となったほか、蚕養村は1891年（明治24年）に一箕村に改称、栄和村は1903年（明治36年）に分割され、旧石堂村付近は町北村の一部となった。
1899年（明治32年）、当時の岩越鉄道により現在の駅前町付近に若松駅が開業した。その後、1904年（明治37年）に喜多方駅まで開通、1906年（明治39年）の国有化を経て、1914年（大正3年）に岩越線は郡山駅 - 新津駅間を全通、1917年（大正6年）に磐越西線へと改称する。また、1917年（大正6年）には若松駅が会津若松駅に改称されたほか、1926年（大正15年）には当時の会津線（現在の只見線にあたる）が会津坂下駅まで開通している。1937年（昭和12年）には、若松市により町北村の一部が編入され、町北村のうち会津若松駅付近の地域は当時の若松市の一部となった。

### 現代
1951年（昭和26年）に町北村、1955年（昭和30年）には高野村、一箕村、神指村、門田村、東山村、大戸村、湊村が若松市と編入合併し、会津若松市となる。これより、大町名子屋町は会津若松市の町となったほか、町北村、一箕村は会津若松市の一部となった。その後、1960年代に入ると会津若松市の住居表示が実施される。これにより、1967年（昭和42年）に大町名子屋町、町北町大字石堂、町北町大字上荒久田、一箕町大字上蚕養のそれぞれ一部により、駅前町が誕生する。また、その後、土地区画整理法の規定にしたがって大町土地区画整理事業が行われ、中央通り、公園、下水道などがそれぞれ整備されたほか、新たに町北町大字石堂、一箕町大字上蚕養のそれぞれ一部が編入された。
近年は、駅前町町内にあった商業施設会津サティの閉店に加えて、会津若松市街地にあった商業施設中合会津店の閉店の影響もあり、現在は中心市街地活性化を図る動きが見られる。特に、会津若松市中心市街地を対象に行われている戦略的中心市街地賑わい再生事業（街なかテナントミックス事業）では、会津サティ、中合会津店に入居していたテナントの誘致などを含む活動を行っている。

## 町名の変遷
| 実施後 | 実施年月日                | 実施前                     |
| ------ | ------------------------- | -------------------------- |
| 駅前町 | 1967年（昭和42年）8月10日 | 大町名子屋町（一部）       |
| 駅前町 | 1967年（昭和42年）8月10日 | 町北町大字石堂（一部）     |
| 駅前町 | 1967年（昭和42年）8月10日 | 町北町大字上荒久田（一部） |
| 駅前町 | 1967年（昭和42年）8月10日 | 一箕町大字上蚕養（一部）   |
| 駅前町 | 1982年（昭和57年）2月28日 | 町北町大字石堂（一部）     |
| 駅前町 | 1982年（昭和57年）2月28日 | 一箕町大字上蚕養（一部）   |

## 世帯数と人口
2017年（平成29年）8月1日現在の世帯数と人口は以下の通りである。
| 町丁   | 世帯数  | 人口  |
| ------ | ------- | ----- |
| 駅前町 | 101世帯 | 205人 |

## 交通

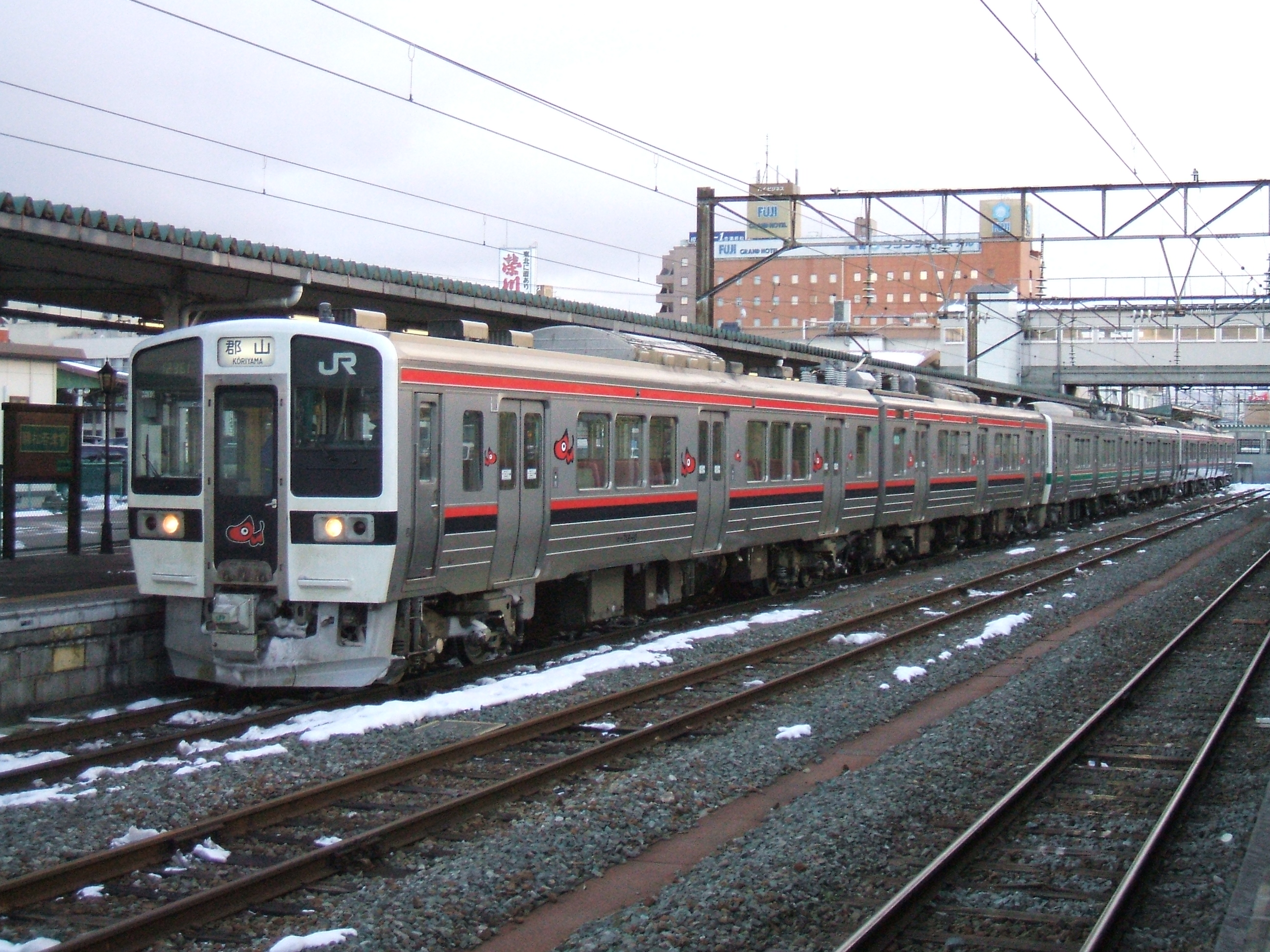
会津若松駅に停車する磐越西線719系電車

### 鉄道
- 東日本旅客鉄道 : 会津若松駅
  - 磐越西線、只見線および只見線に乗り入れている会津鉄道会津線の列車が発着。

### バス
会津若松駅前に加え、駅東側の道路を挟んだ会津バスターミナル（白虎町）から、以下のバスが運行されている。また、観光向けのバスとして、「ハイカラさん」、「あかべぇ」が運行されている。

#### 高速バス
- 夢街道会津号
- 仙台 - 会津若松線
- 福島 - 会津若松線
- 会津若松 - 郡山 - いわき線
- 会津若松 - 新潟線
- 会津若松 - 野沢線

#### 路線バス等の系統
- 市内1コース
- 市内2コース
- 市内3コース
- 市内4コース
- 市内5コース
- 市内6コース
- 鶴ヶ城・飯盛山線
- 芦の牧線
- 金堀線
- 原長谷川線
- ハイカラさん
- あかべぇ

- 塩川・喜多方線
- 熊倉・喜多方線
- 笈川線
- 坂下線
- 永井野線
- 年貢町経由永井野線
- 新鶴線
- 本郷線
- リズム線

### 道路
- 国道118号
- 国道121号
- 国道401号
  - 国道121号、国道401号は国道118号との重複指定

#### 通り
- 中央通り
- 大町通り
- 白虎通り

## 施設

### 学校
- AIZUビューティカレッジ

### 郵便局
- 若松駅前郵便局

### 宿泊施設
- 駅前フジグランドホテル
- ホテルアルファーワン

### 商業施設
- 食品館ピボット
- ダイユーエイト会津若松店
- ラーメン二郎会津若松店

## 神社、寺院、史跡など

### その他
- 日帰り温泉富士の湯